# If I Can Dream (альбом Элвиса Пресли)
If I Can Dream — студийный альбом американского певца Элвиса Пресли, вышедший 30 октября 2015 года на лейблах RCA Records и Legacy Recordings. В альбом вошли архивные вокальные записи Элвиса в сопровождении оркестровых аранжировок, сделанных Королевским филармоническим оркестром. Также в дуэтах участвовали канадский певец Майкл Бубле и итальянское трио Il Volo. If I Can Dream был записан в студии Abbey Road Studios в Лондоне в Великобритании. Среди продюсеров были Ник Патрик и Дон Ридмен, сам Элвис и его бывшая жена Присцилла Пресли. Диск возглавил британский хит-парад UK Albums Chart.

## Об альбоме
If I Can Dream вышел в ознаменование 80-летней годовщины Элвиса Пресли, отмечаемой в 2015 году. В интервью журналу Rolling Stone Присцилла Пресли сказала, что целью выхода нового диска было сохранение музыкального стиля и наследия Элвиса в новом быстро меняющемся музыкальном мире.
Альбом дебютировал на первом месте в хит-параде Великобритании, став 12-м для Элвиса Пресли чарттоппером в Соединённом Королевстве, сравнявшись по этому показателю с американской певицей Мадонной, удерживавшей британский рекорд для сольных исполнителей (у неё также 12 чарттопперов). Кроме того, это уже 50-й альбом Пресли, вошедший в UK top 10, что продлевает его лидерство после первого его диска № 1 до 59 лет (ещё один рекорд). С тиражом 79,000 единиц в первую неделю релиза, альбом стал вторым самым быстро распродаваемым диском 2015 года после Chasing Yesterday в исполнении британской группы Noel Gallagher's High Flying Birds.

## Список композиций
| №   | Название                                  | Автор(ы)                                           | Длительность |
| --- | ----------------------------------------- | -------------------------------------------------- | ------------ |
| 1.  | «Burning Love»                            | Dennis Linde                                       | 3:31         |
| 2.  | «It's Now or Never» (при участии Il Volo) | Aaron Schroeder, Wally Gold                        | 3:18         |
| 3.  | «Love Me Tender»                          | Vera Matson, Элвис Пресли                          | 3:26         |
| 4.  | «Fever» (при участии Майкла Бубле)        | Eddie Cooley, John Davenport                       | 4:26         |
| 5.  | «Bridge over Troubled Water»              | Пол Саймон                                         | 4:37         |
| 6.  | «And the Grass Won't Pay No Mind»         | Нил Даймонд                                        | 3:41         |
| 7.  | «You’ve Lost That Lovin’ Feelin’»         | Barry Mann, Фил Спектор, Cynthia Weil              | 4:00         |
| 8.  | «There's Always Me»                       | Don Robertson                                      | 2:21         |
| 9.  | «Can't Help Falling in Love»              | Hugo Peretti, Luigi Creatore, Джордж Дэвид Вайс    | 3:19         |
| 10. | «In the Ghetto»                           | Mac Davis                                          | 3:13         |
| 11. | «How Great Thou Art»                      | Trad., arr. Robin Smith, Don Reedman, Nick Patrick | 3:08         |
| 12. | «Steamroller Blues»                       | Джеймс Тейлор                                      | 3:10         |
| 13. | «An American Trilogy»                     | Trad., arr. Robin Smith, Don Reedman, Nick Patrick | 4:33         |
| 14. | «If I Can Dream»                          | Walter Earl Brown                                  | 3:12         |

## Позиции в чартах
| Чарт (2015)                              | Высшая позиция |
| ---------------------------------------- | -------------- |
| Австралия (ARIA)                         | 1              |
| Австрия (Ö3 Austria)                     | 2              |
| Бельгия/Фландрия (Ultratop)              | 10             |
| Бельгия/Валлония (Ultratop)              | 27             |
| Канада (Canadian Albums Chart)           | 40             |
| Нидерланды (Album Top 100)               | 17             |
| Франция (SNEP)                           | 79             |
| Ирландия (IRMA)                          | 2              |
| Италия (Classifica album)                | 77             |
| Новая Зеландия (RMNZ)                    | 3              |
| Норвегия (VG-lista)                      | 21             |
| Шотландия (Scottish Albums Chart)        | 1              |
| Испания (PROMUSICAE)                     | 17             |
| Швеция (Sverigetopplistan)               | 48             |
| Швейцария (Schweizer Hitparade)          | 27             |
| Великобритания (UK Albums Chart)         | 1              |
| Великобритания (UK Digital Albums Chart) | 1              |
| США (Billboard 200)                      | 21             |

## Сертификация
| Регион | Сертификация  | Продажи    |
| --- | ------------- | ---------- |
| Австралия (ARIA) | Платиновый    | 70 000^    |
| Австрия (IFPI Austria)                                                                                                   | Золотой       | 7500*      |
| Великобритания (BPI) | 4× Платиновый | 1,062,457  |
| Весь мир (IFPI) | н/д           | 1,200,000+ |
| * Данные о продажах приведены только на основе сертификации. ^ Данные о тиражах приведены только на основе сертификации. |               |            |